# OdNowa
OdNowa – siódmy solowy album Anity Lipnickiej. Ukazał się 25 października 2019 roku, wydawcą jest Warner Music Poland / Pomaton.
Jest to album będący podsumowaniem 25-lecia pracy artystycznej artystki. Na tym albumie znalazły się utwory Anity w odświeżonej wersji. Do współpracy nad wydawnictwem zostali zaproszeni producenci tacy jak Bartosz Szczęsny, Piotr Świętoniowski, Kuba Karaś, Urbanski, Michał Fox Król, Marcin Macuk, Paul Rolling (Arkadiusz Kopera) i Daniel Bloom. Album OdNowa zapowiadany był utworami „Piosenka księżycowa” oraz „Bones of Love”.
Każdy z producentów mógł sam wybrać kawałek, nad którym będzie pracować i dostał wolną rękę jeśli chodzi o interpretację.
Edycja limitowana, zawiera unikalne wydawnictwo, dokumentujące prace nad albumem „OdNowa”: specjalnie przygotowane DVD na którym znajdują się wywiady z producentami przeprowadzone przez Anitę, niepublikowane fotografie, oraz wspomnienia fanów z minionego ćwierćwiecza.

## Lista utworów
1. „Piękna i Rycerz” (prod. Bartosz Szczęsny) – 3:42
2. „Ptasiek” (prod. Piotr Świętoniowski) – 4:01
3. „Piosenka księżycowa” (prod. Kuba Karaś) – 3:59
4. „Mosty” (prod. Bartosz Szczęsny) – 4:07
5. „Bones of Love” (prod. Urbanski) – 4:20
6. „I wszystko się może zdarzyć” (prod. Michał Król) – 3:38
7. „Big City” (prod. Marcin Macuk) – 3:13
8. „Zanim zrozumiesz” [prod. Paul Rolling (Arkadiusz Kopera)] – 3:22
9. „Z miasta” (prod. Marcin Macuk) – 4:58
10. „Zimy czas” (prod. Daniel Bloom) – 3:46
11. „Wolne ptaki” (prod. Piotr Świętoniowski) – 4:12
12. „Black Hand” (prod. Daniel Bloom) – 4:08